# OC Fe 2/2 32
Der Fe 2/2 32 ist ein zweiachsiger elektrischer Gütertriebwagen der Orbe–Chavornay-Bahn (OC), französisch Chemin de fer Orbe–Chavornay. Erbaut wurde das Fahrzeug damals von der Schweizerische Wagons-Fabrik in Schlieren-Zürich (SWS), wobei die elektrische Ausrüstung von der Maschinenfabrik Oerlikon (MFO) stammt. Der Gütertriebwagen ist seit 2020 in Schlieren als Teil des Restaurants Sommerbeiz am Stadtplatz an der Badenerstrasse 12 in Schlieren aufgestellt, wo er frei besichtigt werden kann. Zugleich ist er auch Teil der Sammlung des WAGI Museums in Schlieren.

## Geschichte

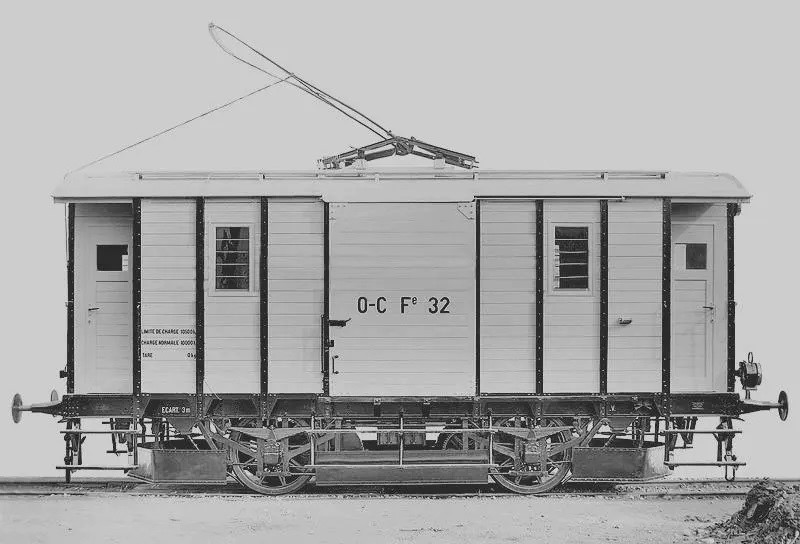
Werkbild des Fe 2/2 mit neuer elektrischer Ausrüstung, 1928

Der Gütertriebwagen, ursprünglich als Gütermotorwagen bezeichnet, wurde 1902 mit hölzernem Wagenkasten abgeliefert.
1920 wurde der ursprünglich vorhandene Trolleystromabnehmer gegen einen Lyrabügel ersetzt.
1928 erfolgten die Erneuerung der elektrischen Ausrüstung und der Einbau einer Druckluftbremse.
Spätestens in den Jahren vor 1954 wurden die Führerstände vergrössert um dem Wagenführer eine bessere Sicht zu ermöglichen.
1956 wurde der Lyrabügel durch einen Scherenstromabnehmer ersetzt.
1958 folgte die Verblechung des Wagenkastens.
2020 wurde der Triebwagen ausser Dienst gesetzt, nachdem er zuletzt in der Reserve und im Rangierdienst in Orbe eingesetzt worden war. Nachdem die Buckower Kleinbahn, die im Jahr 2017 den BDe 4/4 13 übernommen hatte, auf ihrer Jahreshauptversammlung am 8. Februar 2020 auf eine zusätzliche Übernahme dieses Gütertriebwagens verzichtet hatte, wurde er vom WAGI-Museum in Schlieren übernommen und mangels Platz im Museum auf dem Gelände eines Restaurants im Zentrum von Schlieren im Freien abgestellt. Dort wurde der Triebwagen, der zuletzt jahrzehntelang in gelber Farbe eingesetzt worden war und unter dieser auch bei den Hobby-Eisenbahnern und -Modelleisenbahnern bekannt ist, ohne sichtbaren Grund grau angestrichen.

### Anstrich
Hellgrau bis 1968, dann bis 2020 gelb mit rotem Warnstreifen. Seither wieder grau.

### Besonderes
Die Anschriften des Gütertriebwagen wurde 1962 nicht vom Fe 2/2 zum De 2/2 geändert. Die Email-Schilder sind noch heute mit der Bezeichnung OC Fe 2/2 am Fahrzeug angebracht.